# Howard Berman
Howard Lawrence Berman (ur. 15 kwietnia 1941 w Los Angeles) – amerykański polityk, członek Partii Demokratycznej.

## Działalność polityczna
Od 1973 zasiadał w Zgromadzeniu Stanowym Kalifornii. Następnie w okresie od 3 stycznia 1983 do 3 stycznia 2003 przez dziesięć kadencji był przedstawicielem 26. okręgu, a następnie od 3 stycznia 2003 do 3 stycznia 2013 przez pięć kadencji był przedstawicielem 28. okręgu wyborczego w stanie Kalifornia w Izbie Reprezentantów Stanów Zjednoczonych.